# Possessed
Possessed er et amerikansk thrash/dødsmetalband. Det blev stiftet i El Sobrante i Californien i 1983. Possessed blev opløst i 1993. I 2007 blev det gjort klart at Jeff Becerra skulle spille på Wacken Open Air under navnet Possessed. Possesseds fremtid er derudover uvis.
Bandet inspirerede mange nye bands indenfor thrash, døds- og black metal-genrene.[kilde mangler] Mange norske black metal-bands fra 1990'erne var inspirerede af blandt andre Possessed.[kilde mangler] Selv var de inspirerede af bands som Black Sabbath, Motörhead og Venom.[kilde mangler] Deres mest kendte album er Seven Churches fra 1985.

## Medlemmer
- Jeff Becerra – Vokal (1983-1988, 2007) (også bas 1983-1988)
- Emilio Marquez – Trommer (2007-)
- Ernesto Bueno – Guitar (2007-)
- Rick Cortez – Guitar (2007-)
- Bay Cortez – Bas (2007-)

### Tidligere medlemmer
Vokalister
- Barry Fisk (1983)

Guitarister
- Brian Montana (1983-1984)
- Larry LaLonde (1984-1988)
- Mark Strausberg
- Dave Couch (1990)
- Mike Torrao (1983-1993), også vokal (1991-1993)
- Mike Hollman (1993)

Trommeslagere
- Mike Sus (1983-1988)
- Chris Stolle (1990)
- Walter Ryan (1991-1993)

Bassister
- Bob Yost (1991-1992)
- Paul Perry (1993)

## Diskografi

### Studiealbum
- Seven Churches (1985)
- Beyond the Gates (1986)
- Revelations of Oblivion (2019)

### EP
- The Eyes of Horror (EP) (1987)
- Ashes From Hell (EP) (2006)
- Shadowcult (EP) (2019)

### Livealbum
- Agony In Paradise (2004)

### Opsamlingsalbum
- Metal Massacre VI (1985)
- Victims of Death (1992)
- Resurrection (2003)

### Film
- Possessed by Evil Hell (2007)

| Musikgruppe | Spire Denne artikel om en amerikansk musikgruppe er en spire som bør udbygges. Du er velkommen til at hjælpe Wikipedia ved at udvide den. |